# Risa Niigaki
Risa Niigaki (in lingua giapponese 新垣 里沙; Yokohama, 20 ottobre 1988) è una cantante e attrice giapponese.
Associata alla Hello! Project, è membro della quinta generazione del gruppo pop Morning Musume. È entrata a far parte di questo gruppo nel 2001 insieme a Ai Takahashi, Asami Konno e Makoto Ogawa.
È stata "leader" del gruppo dall'ottobre 2011 al maggio 2012, anno in cui è uscita dello stesso.